# اتیکا (کانزاس)
اتیکا (به انگلیسی: Attica) شهری در ایالت کانزاس کشور ایالات متحده آمریکا است که جمعیت آن در سرشماری سال ۲۰۱۰ میلادی، ۶۲۶ نفر بوده‌است.